# Hirth HM 508
L'Hirth HM 508 era un motore aeronautico otto cilindri a V  di 90°, rovesciata, raffreddato ad aria sviluppato dall'azienda tedesca Hirth Motoren GmbH negli anni trenta.
Inizialmente prodotto con la designazione aziendale HM 8, in seguito venne ridenominato HM 508, come da convenzione RLM, dopo l'acquisizione della Hirth da parte della Ernst Heinkel Flugzeugwerke e che da quel momento mutò la ragione sociale in Heinkel-Hirth.

## Storia del progetto
L'HM 508 venne sviluppato per poter soddisfare le esigenze di motorizzazione di velivoli leggeri. Derivato dal precedente 4 cilindri HM 504, esso era in pratica ottenuto dall'unione dei due motori in linea, dei quali ne condivideva il disegno, uniti tramite un albero a gomiti comune con le bancate ad angolo retto tra loro, una soluzione adottata anche dal più noto Argus As 10. Questo permise di minimizzare la necessità di un ulteriore magazzino ricambi e di velocizzare i tempi di sviluppo e produzione per rispondere alle pressanti necessità dovute alla rapida espansione della produzione aeronautica tedesca del periodo precedente allo scoppio della seconda guerra mondiale.

## Versioni
HM 8
prima versione prodotta dalla Hirth
HM 508
denominazione assegnata dopo l'acquisizione da parte della Heinkel. Potenza erogata 240 PS (176,5 kW).
HM 508 D
ulteriore sviluppo; potenza erogata 280 PS (206 kW) a 3 000 giri/min

## Velivoli utilizzatori
Germania
- Gotha Go 146
- Heinkel He 116
- Klemm Kl 36
- Focke-Wulf Fw 58 C (alcuni esemplari)
- Messerschmitt Bf 108 A
- Siebel Fh 104

 Italia
- Ambrosini S.7
- IMAM Ro.63
- Nardi FN.315

## Motori comparabili
Germania
- Argus As 10